# Historia de Sudán del Sur

Los diez estados de Sudán del Sur.

La Historia de Sudán del Sur abarca la historia del territorio presente de Sudán del Sur y los pueblos que lo habitan.

## Historia Antigua

### Expansión Nilótica
Hasta el siglo XVI Sudán del Sur estaba en su mayor parte habitado por pueblos de lenguajes centro-sudaneses. Las evidencias señalan que con el tiempo pueblos nilóticos como los dinka, shilluk y luo conquistaron el territorio. Estos grupos procedían de los territorios pantanosos del Sudd. Evidencias arqueológicas señalan el surgimiento de una cultura basada en la trashumancia y que estuvo presente en el territorio desde el 3000 a. C. y que la cultura local permaneció de forma estable y continuada a partir de esa fecha. Unos pocos pueblos centro-sudaneses como los mari y los moru sobrevivieron a la conquista nilótica.
La expansión nilótica parece haberse iniciado en el siglo XIV. Este período coincide con el colapso de los reinos cristianos nubios de Makuria y Alodia y la llegada de esclavistas y mercaderes árabes al territorio central de Sudán. Los sudaneses del sur pueden haber obtenido de los árabes nuevas razas de ganado. El arqueólogo Roland Oliver afirma que el período también constituye el comienzo de la Edad de Hierro entre los nilóticos. Estos factores pueden explicar los motivos por los que los pueblos nilóticos llegaron a dominar el territorio.
Una teoría histórica afirma que la presión de los shilluk expulsó al pueblo funj al norte, donde establecería el sultanato de Sennar.
Los dinka permanecieron en el área del Sudd, manteniendo un estilo de vida de pastoreo trashumante.

### Shilluk

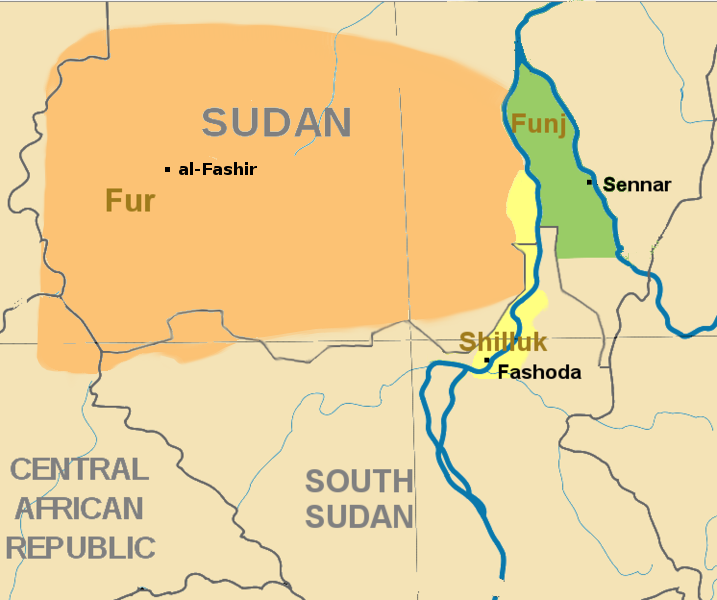
Los reinos de los funj, shilluk, tegali y fur hacia 1800.

Los shilluk se extendieron hacia el este, hacia las riberas del Nilo Blanco, en el siglo XVI, bajo el liderazgo legendario de Nyikang, que se dice reinó sobre los shilluk entre 1490 y 1517. Los shilluk consiguieron controlar la ribera occidental del río hacia el norte hasta Kosti en Sudán. Allí establecieron una economía basada en la cría de ganado, el cultivo de cereales y la pesca, con pequeñas aldeas extendidas a lo largo del río. Los shilluk desarrollaron un sistema de agricultura intensiva y en el siglo XVII sus tierras tenían una densidad demográfica similar a la de las tierras egipcias del Nilo.
Mientras los dinka se encontraban aislados de sus vecinos, los shilluk participaban en el ámbito internacional. Controlaban la ribera oeste del Nilo Blanco, pero el otro lado estaba controlado por el sultanato Funj, y entre ambos pueblos se producían conflictos regularmente. Los shilluk podían realizar incursiones rápidas en territorio enemigo mediante sus canoas y controlaban el tráfico fluvial en el Nilo. Los funj disponían de un ejército de caballería armada, que les permitía dominar las llanuras del sahel.
Las tradiciones shilluk hablan del rey Odak Ocollo, que gobernó hacia 1630 y emprendió una guerra de unas tres décadas contra el sultanato de Sennar por el control de las rutas comerciales del Nilo Blanco. Los shilluk se aliaron con el sultanato de Darfur y el reino de Takali contra los funj, pero la capitulación de Takali terminó con la guerra a favor de los funj. A finales del siglo XVII los shilluk y los funj se aliaron contra los jieng, una rama de los dinka que alcanzó el poder en el territorio fronterizo entre shilluk y funj. Mientras tanto la estructura política de los shilluk se centralizó poco a poco en torno a la figura de un rey o reth. El más importante fue Reth Tugo, que gobernó entre 1690 y 1710 y estableció la capital shilluk en Fashoda. Durante el siglo XVIII también se produjo el colapso gradual del sultanato funj, que dejó a los shilluk el control del Nilo Blanco y de sus rutas comerciales. El poder militar de los shilluk se basaba en el control del río.

### Azande
Los azande, un pueblo no nilótico que había emigrado al sur de Sudán en el siglo XVI, estableció el mayor estado de la zona. Los azande eran el tercer pueblo en número del sur de Sudán. Se encuentran dispersos por los territorios de Maridi, Yambio y Tambura en el cinturón de selva tropical del oeste de Ecuatoria y Bar el Gazal. En el siglo XVIII los Avungara invadieron el territorio de los azande y rápidamente les impusieron su autoridad. El poder de los avungara permaneció estable en gran parte hasta la llegada de los británicos a finales del siglo XIX. Las barreras geográficas naturales protegieron a los sursudaneses del avance del Islam, permitiéndoles conservar su herencia social y cultural, así como sus instituciones políticas y religiosas. Los dinka permanecieron aislados en los pantanos del Sudd, que los protegían de invasiones extranjeras sin necesitar un gran ejército. Por su parte los shilluk, azande y bari tenían conflictos habituales con los estados vecinos.

## sigloXIX

### Conquista Turco-egipcia
En el año 1821 el sultanato de Sennar al norte se colapsó frente a la invasión del Egipto otomano. Tras consolidar su dominio sobre el norte de Sudán, las fuerzas egipcias comenzaron a internarse en el sur. En 1827 Ali Khurshid Pasha dirigió un ejército en el territorio de los dinka y en 1830 dirigió una expedición hasta la confluencia del Nilo Blanco y del río Sobat. El almirante Salim Qabudan obtuvo varias victorias entre 1839 y 1842, navegando por el Nilo Blanco y llegando hasta la moderna Juba.
Las fuerzas turco-egipcias intentaron instalar fuertes y guarniciones en la región, pero las enfermedades y deserciones les obligaron a abandonarla rápidamente. Aunque el territorio había sido reclamado en nombre de Egipto, los egipcios no tenían una autoridad real sobre el mismo. En 1851, bajo la presión de poderes extranjeros, el gobierno de Egipto abrió el territorio a los mercaderes y misioneros europeos. Los europeos encontraron una gran fuente de marfil, pero los bari locales no estaban muy interesados por comprar nada de lo que les ofrecían los extranjeros. Como resultado los mercaderes recurrieron con frecuencia a la fuerza, robando el marfil, aunque a largo plazo no resultó una táctica efectiva. Los misioneros cristianos también se establecieron en la región, influenciada por el Vicariado Apostólico Católico de África Central. Sin embargo, hasta finales del siglo XIX el cristianismo no tendría un impacto importante en las culturas locales.

### El imperio comercial de Al-Zubayr

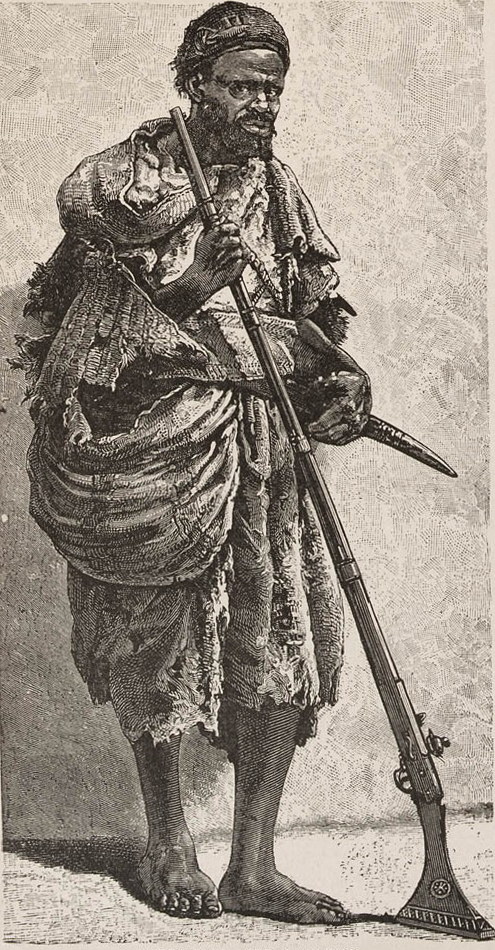
Una ilustración de Al-Zubayr Rahma Mansur de 1889.

La ausencia de una autoridad formal fue ocupada en la década de 1850 por una serie de poderosos príncipes mercaderes. En el este Muhammad Ahmad al-Aqqad controlaba un gran territorio, pero el más poderoso de estos mercaderes enriquecidos era Al-Zubayr Rahma Mansur, que pasó a controlar Bar el Gazal y otros territorios del sur de Sudán. Al-Zubayr era un mercader originario de Jartum, que contrató su propio ejército privado y se dirigió hacia el sur. Instaló una serie de bases comerciales conocidas como zaribas por toda la región y con la ayuda de su ejército tomó el control del comercio local. La mercancía más valiosa era el marfil. En los siglos anteriores los mercaderes sudaneses no habían impuesto un precio elevado al marfil, pero desde mediados del siglo XIX comenzó un incremento progresivo en la demanda mundial a medida que los occidentales de Europa y América comenzaban a adquirir pianos y mesas de billar. Para manejar un comercio tan lucrativo Al-Zubayr necesitaba mano de obra, por lo que también comenzó a capturar un número significativo de esclavos entre los pueblos locales. A su ejército de mercenarios añadió un gran ejército de esclavos. Debido a las disputas comerciales con el sultanato de Darfur Al-Zubayr le declaró la guerra y en 1874 derrotó a las fuerzas del sultanato y mató a Ibrahim, el último sultán de Darfur.
Ismail Pasha se encontraba preocupado por el creciente poder de Al-Zubayr y estableció la provincia de Equatoria con la intención de colonizar el territorio y convertirlo en parte de Egipto. Ismail contrató al explorador británico Samuel Baker en 1869 para que gobernara el territorio, y le proporcionó soldados y una generosa paga, pero Baker fue incapaz de extender la influencia de Egipto sobre el territorio.
Para acabar con el poder de Al-Zubayr, Ismail envió al líder mercenario Muhammed al-Bulalwi y le prometió el gobierno de Bar el Gazal si derrotaba a Al-Zubayr. Pero Al-Zubayr derrotó a los invasores y mató a Al-Bulalwi. En 1873 Ismail terminó cediendo y llegó a un acuerdo con Al-Zubayr, nombrándolo gobernador.
Sin embargo, Ismail no abandonó su intención de acabar con el poder independiente de Al-Zubayr. Por otra parte, la prensa británica publicó numerosas historias sobre "El rey esclavista" Al-Zubayr. En 1874 Charles George Gordon fue nombrado gobernador de Equatoria. En 1877 Al-Zubayr viajó a El Cairo para pedir que le concedieran también el gobierno de la provincia de Darfur, pero Ismail aprovechó la ocasión para ponerlo bajo arresto. A su vez Gordon derrotó al hijo de Al-Zubayr, terminando con el control de los mercaderes sobre el sur de Sudán. Sin embargo, Gordon no consiguió imponer su autoridad sobre ningún territorio, más allá de los pocos fuertes que controlaba. En 1878 Gordon fue sustituido por Emin Pasha (Eduard Schnitzer).

### La revuelta del Mahdi
En 1878 el estallido de la revuelta del Mahdi no se extendió a los territorios no musulmanes, pero separó el sur de Sudán de Egipto, dejando a Emin Pasha aislado y sin recursos. Fue rescatado por una misión de refuerzo dirigida por Henry Morton Stanley.
Equatoria dejó de existir como provincia egipcia en 1889. Entre los asentamientos más importantes de Equatoria se encuentran Lado, Gondokoro, Dufile y Wadelai. En el año 1947, el Reino Unido esperaba unir el sur de Sudán con Uganda, pero la Conferencia de Juba unificó el sur y el norte de Sudán.

## Guerras civiles
Tras la independencia de Sudán, el sur del país fue afectado por dos guerras civiles, que provocaron gran destrucción, freno al desarrollo, así como una destrucción directa y expulsión de millones de personas. Se estima que en estas dos guerras civiles han muerto unos 2 500 000 de personas y unos 5 000 000 han sido desplazadas, convirtiéndose en refugiados.

### Primera guerra civil
En 1955, un año antes de que Sudán declarase su independencia, estalló la Primera Guerra Civil de Sudán, en la que los sudaneses del sur pretendían obtener mayor representación y autonomía regional. Durante diecisiete años, el gobierno sudanés luchó contra el ejército rebelde Anyanaya. En 1971  Joseph Lagu reunió a todas las facciones rebeldes bajo el mando de su Movimiento de Liberación de Sudán del Sur (MLSS). Por primera vez los rebeldes disponían de una estructura de mando unificada para conseguir la secesión y la formación del estado independiente de Sudán del Sur. También fue la primera organización que se estableció como portavoz y negociadora de todo el sur de Sudán. La mediación del Concilio Mundial de Iglesias (CMI) y la Conferencia de Iglesias de toda África (CITA), finalmente llevó a la firma de un acuerdo entre los sudaneses del norte y del sur en Adís Abeba en 1972, que estableció la Región Autónoma de Sudán del Sur entre ese año y 1983.

### Segunda guerra civil

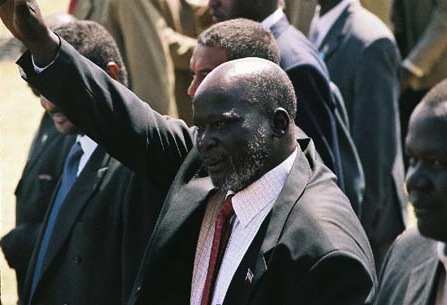
John Garang fundó y dirigió el Ejército de Liberación del Pueblo de Sudán durante la Segunda Guerra Civil de Sudán.

En 1983 el presidente de Sudán Gaafar Nimeiry declaró que todo Sudán se convertía en un estado islámico bajo el imperio de la Sharia, incluyendo a la mayoría no musulmana del territorio del sur. La Región Autónoma de Sudán del Sur fue disuelta el 5 de junio de 1983, rompiendo el acuerdo de Adís Abeba. En respuesta a este acto unilateral, se formó el Ejército de Liberación del Pueblo de Sudán, bajo el liderazgo de John Garang y estalló la Segunda Guerra Civil de Sudán. Esta guerra duró veintidós años (hasta el año 2005), y se convirtió en la guerra civil de más larga duración de África. En el año 2005 se alcanzó un acuerdo de paz que fue firmado en Nairobi mediante la mediación de la Autoridad Intergubernamental de Desarrollo (AIGD), así como un consorcio de países donantes. Este acuerdo duró hasta el año 2011, momento en que Sudán del Sur declaró la independencia.

### Conflicto de Kordofan del Sur
En Kordofan del Sur, el 6 de junio de 2011 estalló un conflicto armado entre los ejércitos de Sudán del Norte y Sudán del Sur, antes de la declaración formal de independencia de Sudán del Sur el 9 de julio. El conflicto terminó con un acuerdo entre ambas partes para retirarse de Abyei.
A finales de junio, varios interlocutores internacionales, incluyendo a las Naciones Unidas, propusieron desplegar a 4200 soldados etíopes en Abyei para mantener la paz entre ambas partes. En abril de 2012 la situación se agravó, entre otras razones por la toma del campo petrolífero de Heglig por parte de tropas afines a las pretensiones territoriales de Sudán del Sur.

### Referéndum de Independencia
Entre el 9 y el 15 de enero de 2011 el pueblo de Sudán del Sur votó entre permanecer como parte de Sudán y a favor de la independencia. El 30 de enero de 2011 un 98.83 % de la población había votado a favor de la independencia.

## Independencia

Bandera de la República de Sudán del Sur

A medianoche el 9 de julio de 2011, Sudán del Sur se convirtió en un país independiente con el nombre de República de Sudán del Sur. El 14 de julio Sudán del Sur se convirtió en el país 193 que pasaba a formar parte de las Naciones Unidas.
Todavía existen varios problemas sin resolver con Sudán, como los recursos petrolíferos, pues se estima que un 80 % del petróleo de Sudán procede de Sudán del Sur, lo que representaría un gran potencial económico para uno de los lugares más pobres del mundo. La región de Abyei todavía sigue en disputa y está previsto un referéndum para determinar si sus habitantes quieren unirse a Sudán del Norte o del Sur.

### Crisis de Heglig
En marzo de 2012, la Fuerza Aérea de Sudán bombardeó áreas del estado de Unity en Sudán del Sur, cerca de la frontera con la provincia sudanesa de Kordofán del Sur. Las fuerzas de Sudán del Sur respondieron tomando el campo petrolífero de Heglig el 10 de abril. Las tropas sudanesas lanzaron una contraofensiva y obligaron al ejército de Sudán del Sur a retirarse nueve días después.El 20 de abril, Sudán del Sur anunció que había comenzado una retirada gradual de Heglig, mientras que Sudán afirmó que la tomó por la fuerza. Posteriormente, el presidente sudanés Omar al-Bashir realizó un mitin de victoria en Jartum.
El 22 de abril, estallaron más combates en la frontera cuando los soldados sudaneses respaldados por tanques y artillería lanzaron tres oleadas de ataques a 10 kilómetros (6 millas) de profundidad dentro de Sudán del Sur. Al menos un soldado de Sudán del Sur murió y dos resultaron heridos en el ataque.
Las dos partes reiniciaron las negociaciones en junio de 2012 bajo la mediación del enviado de la Unión Africana, Thabo Mbeki.
El 27 de septiembre, el presidente de Sudán, Omar al-Bashir, y el presidente de Sudán del Sur, Salva Kiir, firmaron ocho acuerdos en Addis Abeba, Etiopía, que marcaron el camino para reanudar importantes exportaciones de petróleo y crear una zona desmilitarizada de 10 km (6 millas) a lo largo de su frontera. Los acuerdos permitieron la devolución de 56 000 000 litros (350 000 barriles) de petróleo de Sudán del Sur al mercado mundial. Además, los acuerdos incluyeron un entendimiento sobre los parámetros a seguir en cuanto a la demarcación de su frontera, un acuerdo de cooperación económica y un acuerdo para proteger a los ciudadanos de cada país. El vicepresidente Riek Machar describió qué acuerdos se firmaron, pero lamentó la falta de una resolución sobre Abyei.
A mediados de marzo de 2013, ambos países comenzaron a retirar sus fuerzas de la zona fronteriza en un intento por crear una zona de amortiguamiento desmilitarizada y reanudar la producción de petróleo de Sudán del Sur para exportarlo a través de Sudán. A principios de abril, el petróleo de Sudán del Sur volvió a fluir por los oleoductos de Sudán. 

### Conflicto de Kordofán del Sur
Después de algunos años de relativa calma tras el acuerdo de 2005 que puso fin a la segunda guerra civil sudanesa entre el gobierno sudanés y los rebeldes del Movimiento de Liberación del Pueblo de Sudán (MLPS), los combates estallaron de nuevo en el período previo a la independencia de Sudán del Sur el 9 de julio de 2011. Comenzó en Kordofán del Sur el 5 de junio del mismo año, extendiéndose al vecino estado del Nilo Azul en septiembre. El Movimiento de Liberación del Pueblo de Sudán del norte (MLPS-N), escindido del MLPS recién independizado, tomó las armas contra la inclusión de los dos estados del sur en Sudán justificándose en que no hubo una consulta popular ni elecciones democráticas. El conflicto se relaciona con la Guerra de Darfur, ya que en noviembre de 2011 el MLPS-N estableció una alianza flexible con los rebeldes de Darfur, denominada Frente Revolucionario de Sudán (SRF).

### Conflictos tribales
En un intento de desarmar a los grupos rebeldes shilluk y murle, muchas aldeas han sido arrasadas, cientos de mujeres y niñas violadas, y un número sin determinar de civiles han sido asesinados.
Los civiles afirman que se les ha torturado arrancándoles las uñas, los niños han sido utilizados como rehenes para que sus padres entreguen las armas y los campesinos han sido quemados en sus chozas si se sospecha que han dado cobijo a los rebeldes. En mayo de 2011 supuestamente el ejército sursudanés quemó más de siete mil casas en el Estado de Unity.

### Guerra civil de Sudán del Sur
El presidente Salva Kiir alegó que el 14 de diciembre de 2013, una facción (en gran parte nuer) del Ejército de Liberación del Pueblo de Sudán leal al exvicepresidente Riek Machar intentó un golpe de Estado y que el intento fue sofocado al día siguiente. Sin embargo, este suceso detonó el inicio de los combates que iniciaron la Guerra Civil de Sudán del Sur. Machar negó haber intentado iniciar un golpe y huyó, pidiendo la renuncia de Kiir. En el plano internacional, se desplegaron tropas ugandesas para luchar del lado de los Kiir. Las Naciones Unidas tienen fuerzas de paz en el país como parte de la Misión de las Naciones Unidas en Sudán del Sur (UNMISS). En enero de 2014 se alcanzó el primer acuerdo de alto el fuego. Los combates continuaron siendo seguidos por varios acuerdos de alto el fuego. Las negociaciones fueron mediadas por "IGAD +" (que incluye las ocho naciones regionales, así como la Unión Africana, las Naciones Unidas, China, la UE, EE. UU., Reino Unido y Noruega). Tras un acuerdo de alto el fuego en agosto de 2015, conocido como el "Acuerdo de paz de compromiso", Machar regresó a Juba y prestó juramento como vicepresidente. Posteriormente Machar fue nuevamente reemplazado como vicepresidente, huyendo a Sudán reanudándose el conflicto. Las luchas internas entre grupos rebeldes se han convertido en una parte importante del conflicto. La rivalidad entre las facciones dinka encabezadas por el presidente y Malong Awan, también ha dado lugar a enfrentamientos. En agosto de 2018 entró en vigor otro acuerdo de reparto de energía.
Actualmente en Sudán del Sur se encuentran en guerra al menos siete grupos armados. Según las Naciones Unidas la guerra todavía afecta a nueve de los diez estados de Sudán del Sur, con decenas de miles de refugiados. Se ha acusado al gobierno de querer permanecer indefinidamente en el poder, sin representar ni respaldar con justicia a todos los grupos étnicos, al tiempo que descuida el desarrollo en las zonas rurales.
Hubo conflictos étnicos entre los dinka y los nuer en la lucha. Se estima que alrededor de 400.000 personas murieron en la guerra, incluidas atrocidades notables como la masacre de Bentiu en 2014. Más de 4 millones de personas han sido desplazadas, con alrededor de 1,8 millones de desplazados internos y alrededor de 2,5 millones han huido a países vecinos, especialmente Uganda y Sudán.